# Boucle du Mouhoun
Boucle du Mouhoun je jedan od 13 administrativnih regija Burkine Faso.
Nastala je 2. srpnja 2001., a imala je 1,434.847 stanovnika u 2006. godini. To je druga najnaseljenija regija u Burkini Faso nakon Centralne regije, te ima 10,5% svih stanovnika Burkine Faso. Glavni grad regije je Dédougou. Šest provincija čine regiju: Boucle du Mouhoun: Bale, Banwa, Kossi, Mouhoun, Nayala i Sourou.